# Hystrix vinogradovi
Hystrix vinogradovi — викопний вид малого їжатця, який був широко розповсюджений у Євразії в плейстоцені. Його присутність, пов'язана з іншими термофільними видами, підкреслює вплив глобального потепління під час останнього міжльодовикового періоду на поширення видів ссавців. H. vinogradovi відомий упродовж плейстоцену Центральної та Західної Європи. Також викопні рештки знайдено в Сибіру, Алтаї та Уралі епохи пізнього плейстоцену.